# Záhornice
Záhornice är en ort i Tjeckien.   Den ligger i regionen Mellersta Böhmen, i den centrala delen av landet, 60 km öster om huvudstaden Prag. Záhornice ligger 215 meter över havet och antalet invånare är 319.
Terrängen runt Záhornice är platt. Runt Záhornice är det ganska glesbefolkat, med 34 invånare per kvadratkilometer. Närmaste större samhälle är Nymburk, 19,0 km väster om Záhornice. Trakten runt Záhornice består till största delen av jordbruksmark.